# 黑色異齒䲁
黑色無鬚鳚（学名：Ecsenius melarchus），又名黑色異齒鳚、狗鰷，为條鰭魚綱鳚形目鳚科異齒鳚屬下的一个种，该物种于1976年由James F. McKinney和Victor Gruschka Springer描述，分布於西太平洋菲律賓、印尼與馬來西亞的沙巴海域，深度0至31公尺，本魚體延長，稍側扁，似圓柱狀；頭鈍短。前鼻孔具一鼻鬚；無眼上鬚及頸鬚，齒門牙46至57顆，後犬齒，兩側各一個，側線無垂直孔對，體呈淡綠色，眼睛周圍有亮黃色或金色環，從眼睛下方到胸鰭基部頂部有銀色線條，下方有橙色，肛門周圍有黑點，體長可達6.2公分，棲息在珊瑚礁，經常成一小群停棲於大圓礁或海綿的頂端，以藻類及碎屑為食，雌魚產附著性卵，雄魚有護卵行為，幼魚為浮游性，生活習性不明，可做為觀賞魚。

## 扩展阅读
- 維基物種上的相關：黑色無鬚鳚

1. ↑  Williams, J.T. . The IUCN Red List of Threatened Species. 2014, 2014: e.T48342349A48387572  [20 November 2021]. doi:10.2305/IUCN.UK.2014-3.RLTS.T48342349A48387572.en .